# Apache Software Foundation
Apache Software Foundation (ASF) je nezisková organizace  vytvořená pro podporu Apache softwarových projektů, včetně Apache HTTP Serveru. ASF vzniklo z původní Apache Group v červnu 1999.

ASF nyní pracuje mimo jiné i na kancelářském balíku OpenOffice.